# Romantikkens musik
 Denne artikel bør gennemlæses af en person med fagkendskab for at sikre den faglige korrekthed.

Som romantikkens musik ('romantik' af oldfransk romance, digtning, roman) betegner man den herskende stilretning inden for musikken i 1800-tallet. De vigtigste karakteristika ved den romantiske musik er betoningen af det følelsesfulde udtryk, opløsningen af de klassiske former, udvidelsen og til sidst overskridelsen af den traditionelle harmonik, såvel som forbindelsen af musikken med det udenfor-musiske, hyppigt litterære ideer (programmusik).
Orkestret blev i løbet af 1800-tallet stadig udvidet for på den ene side at opnå stadig mere bemærkelsesværdige, koloristiske nuancer, på den anden side at muliggøre stadig mere overvældende indtryk med indsats af alle til rådighed stående midler. Derudover blev der stadig hyppigere taget elementer fra folkemusikken op, til dels betinget af de nationale skoler i mindre lande. Sædvanligvis skelnes der mellem tre afsnit inden for romantikken: Tidlig romantik (ca. 1790-1820), højromantik (ca. 1820-1850) og senromantik (ca. 1850-1890).

## Romantisk musik – en begrebsbestemmelse
Vanskelighederne ved en brug af betegnelserne romantik og romantisk for en bestemt retning eller en bestemt epoke inden for musikken stammer især fra overtagelsen af begreber der siden begyndelsen af 1800-tallet er blevet forbundet med den tyske litterære romantik (Novalis/Friedrich von Hardenberg, Wilhelm Heinrich Wackenroder, Ludwig Tieck, brødrene August Wilhelm og Friedrich Schlegel, E. T. A. Hoffmann, Clemens Brentano). Betegnelsernes længere forhistorie (i 17./18. århundrede i afvisende betydning for "som en roman") og den substantiverede form (det "romantiske") spiller for musikken kun en rolle i den udstrækning det bruges i den sidste betydning. Først gennem den tyske romantik (substantivet anvendt første gang af Novalis) hvis repræsentanter hurtigt blev betegnet som romantikere, var forudsætningen givet for at tale om en romantisk musik i tilknytning dertil. Dens fysiognomi trådte dog først tydeligt frem efter 1830, og den slutter som epoke i snævrere forstand allerede omkring 1850. Impulserne fra denne første og egentlige fase af den musikalske romantik har imidlertid levet videre.
Anvendelsen af romantikbegrebet på musikken henviser på den ene side til en indre, omend faseforskudt, sammenhæng med den romantiske bevægelse i digtning, kunstteori og filosofi og den musikalske romantik. På den anden side er der en tilstræbt modposition til især musikken i Wienerklassikken (Joseph Haydn, Wolfgang Amadeus Mozart og Ludwig van Beethoven). Modstillingen mellem klassik og romantik var allerede blevet anvendt i 1700-tallet i England og havde i modsætningen mellem tysk romantik og ""Weimar-klassikken" (Friedrich von Schiller, Goethe) fået en ny, aktuel dimension.
Dog for romantikerne selv og forud for dem Hegel (Ästhetik, 1818–29) – som imidlertid i sin tænkning stod dem fjernt – var også en ældre anvendelse af terminologien blevet brugt, formidlet af Johann Gottfried Herder og Christoph Martin Wieland ved hvilken den antikke "klassiske" kunst blev modstillet den kristen-europæiske, "romantiske" kunst. Til den terminologiske forvirring bidrog endvidere, at der i romantikken blev udviklet et musikbegreb, der udelukkende relaterede sig til musikkens væsen. For Hoffmann – den eneste af de romantiske digtere der havde et dybere indblik i sin tids musik og selv var komponist – forekom instrumentalmusikken af Haydn, Mozart og frem for alt af Beethoven som indbegrebet af "romantisk" musik, fordi han fandt indbegrebet af musik opfyldt hos dem. ("Den [instrumentalmusikken] er den mest romantiske af alle kunstarter, man kunne sige den eneste romantiske")  Begrundelsen lyder: "Musikken lukker en ukendt verden op for menneskene, en verden som intet har til fælles med den ydre sanseverden … og i hvilken den lader alle følelser tilbage der lader sig bestemme ved begreber, for at give sig hen til det uudsigelige."
Da musikken simpelthen for romantikerne (fx Wackenroder, Hoffmann) gjaldt for at være en transcenderende-ustoflig kunst – helt og holdent hørende hjemme i følelsessfæren – har det romantiske kunstbegreb, som 1800-tallet aldrig slap løs af, præget forståelsen af enhver musik (ty. jeglicher Musik). I Arthur Schopenhauers definition af musikken som manifestation af den rene vilje – med "tingene i sig" hinsides fremtrædelser og begreber – kulminerede de romantiske musikforestillinger. Også Richard Wagners ideelle koncept for musikdramaet som et al kunst overgribende kunstværk (ty. das Gesamtkunstwerk, det totale kunstværk eller enhedskunstværket) går tilbage til ideerne hos de tyske romantikere uden at man dog vil henføre Wagners musikdramaer til romantikken.
En yderligere indkredsning af betegnelserne romantik og romantisk kan man få ved at inddrage de litteraturvidenskabelige epokebetegnelser "biedermeier" og "vormärz" (ca. 1815–48). Skønt ikke alle frembringelser inden for musikken efter 1800 kan underordnes under romantik, og den nye romantiske musik vokser frem på et grundlag som var forberedt omkring 1800, ved siden af og til dels i skyggen af Wienerklassikken, så rammer dog Heinrich Heines udsagn fra omkring 1830 om musikken: "... slutningen på den Wolfgang Goetheske kunstperiode" (ty. 'Ende der Wolfgang Goetheschen Kunstperiode') – for så vidt en musikalsk tidsalder var løbet til ende med Beethovens (1827) og Franz Schuberts (1828) død, og alle muligheder åbnedes for romantikken i den tyske og franske musik.

## Den romantiske epoke
Den første fase i den betydende borgerlige musik mellem ca. 1820 og 1850 kan på grund af væsentlige fælles kriterier betegnes som romantik. De første "romantiske" tilløb viser sig i stofvalget i det tyske sangspil fra 1770'erne, som Carl Maria von Webers opera Jægerbruden ("Der Freischütz", egl. 'Friskytten' 1821) vidner om. I udpræget grad manifesteredes konturerne af den tyske romantiske opera dog allerede i mange værker af Ludwig (Louis) Spohr (fx hans Faust, 1816 og Jessonda, 1823), E.T.A. Hoffmann (Undine, 1816), såvel som til sidst de gennemkomponerede dele af Mozarts Tryllefløjten (1791). Karakteren af en national opera, der trak på alle registre i natur-, ånde(spøgelses?)- og især sagaromantik, blev allerede i Webers senere værker (Euryanthe, 1823; Oberon, 1826) overlejret af det musikalske idiom fra den fremherskende franske og italienske opera. Imidlertid var den romantiske fysiognomi sporbar i operaer af Heinrich Marschner (Der Vampyr, 1828; Hans Heiling, 1833 – et par gysere) og, farvet af biedermeier, hos Albert Lortzing og Friedrich von Flotow.
Men også Richard Wagner begyndte med værker i den tyske romantiske operas stil (Den flyvende hollænder, 1843; Tannhäuser, 1845; Lohengrin, 1850). Ved den nye stemnings- og billedudløsende funktion af harmonik og klangfarver blev allerede i Jægerbruden ('Freischütz', især i ulvesvælgsscenen, "Wolfsschluchtszene") de sfærer og forestillinger formidlet, som senere blev forbundet uadskilleligt med romantikbegrebet: fremkaldelsen af den blinde vold eller væren ud af uudgrundelige natur- og skæbnekræfter, det overnaturlige, den mytiske sagagrund, og den eventyragtige fortid, der blev symbol på en utopisk-oprindelig tilstand. Hertil kom en folkelig-national liedagtig tone og ridderromantiske manerer. Musikken gjorde de stemninger og sceniske billeder gennemskuelige eller tilgængelige (ty. durchlässig) som fremgik af romantiske motiver og sjælstilstande.
Den lyrisk indadvendte, romantisk inspirerede poetisering – nedbrydning af tonesprogets grænser – nåede sin fuldendelse i Robert Schumanns musik, og – inspireret af Jean Paul og E.T.A. Hoffmann – tyngdepunkter er her dels klavermusik (Schumanns klavercykler, bl.a. : Papillons op. 2, 1828–32; Carnaval op. 9, 1834–35; Fantasiestücke op. 12, 1832–37; Kinderszenen op. 15, 1838; Kreisleriana op. 16, 1838), dels lieder i hvilke romantikkens digtning og musik bogstaveligt smelter sammen, for eksempel i sangkredsen op. 24 (tekst Heinrich Heine, 1849), i Myrthen op. 25 (1840) og i Liederkreis op. 39 (tekst Joseph von Eichendorff, 1840).
At Schumanns romantik især foldede sig ud i det "lyriske karakterstykke"  er et tegn på at der er sket en radikal ændring bort fra elementer og strukturer fra wienerklassikken. Også i den romantiske lied, hvis poesi hos Schumann væsentligt fremgik af klaverledsagelsen, var den nye ansats dybtgående hos hos Franz Schubert, den førende liedkomponist. Schumann havde impulser fra Schuberts lieder. Schumanns symfonier (1841–51), klaverkoncerten op. 54 (1. sats 1841, 2. og 3. sats 1845) og sonaterne er helt indefra forvandlet gennem romantisk poetiske elementer. 
Med operaen Genoveva (1850) søgte Schumann også at inddrage scenen. Genuint romantisk er i Schumanns musik på den ene side tendensen til udgrænsning og typesammenblanding (ty. Entgrenzung und Gattungsverschmelzung) i lyset af et overgribende idiom og i overensstemmelse med Friedrich von Schlegels idé om en "progressiv universalpoesi" (116. Athenäumsfragment hvor det drejede sig om "at forene … alle adskilte skikkelser", at overvinde alle barrierer mellem kunstarterne. På den anden side hører afståelsen fra kompleks, mangefacetteret arkitektur til fordel for nuets "indfald", der sætter sig imod tematisk forarbejdning, til de væsentligste kendetegn ved den romantiske musik. Opløsningen af den hidtil gældende musikalske orden og formdannelse eller opbygningsmåde (ty. Bauweisen) fuldender sig i den hensigt at tilføre musikken nye, musikoverskridende indholdselementer (ty. Gehalte). Efter Beethovens død er musikken gentagne gange blevet opfattet som manifestation af "det uudsigelige".
Schumann og Chopin afdækkede i klavermusikken den selvstændige værdi i klangen og den figurative virtuositet for formidlingen af det poetiske. Tidsmæssigt forudgrebet er til dels den romantiske klassicisme af Felix Mendelssohn Bartholdy, hvem meget fra opera og instrumentalmusik af Hoffmann, Spohr og andre må tilregnes. Især i Mendelssohns Liedern ohne Worte (1830-45) som i musikken til En skærsommernatsdrøm (1842, ouverture allerede 1826) fremtræder en sublim stemningspoesi i den virtuose omgang med udprægede idiomer. Refleksioner over natur- og landskabsbilleder er til stede i hans hovedværker, ligeledes elementer som forestillingen om sværdløs elverjagt (ty. wie die Vorstellung des schwerelosen Elfentreibens.)
Bestræbelser – nært knyttet til den litterære kritik – på at opdage og forklare den tidligere musik (fx Palestrina-renæssance) blev imidlertid først med Mendelssohns opførelse af Johann Sebastian Bachs Matthäus-Passion i Berlin 1829 gjort musikhistorisk anvendelig i fuldt omfang.
Disse bestræbelser var imidlertid forberedt ved Carl Friedrich Zelters virke ved sangakademiet i Berlin såvel som ved Hoffmanns kunstteoretiske arbejder (Alte und neue Kirchenmusik, 1814) og kompositioner.
Mange romantikere studerede hos komponister der ikke havde nogen umiddelbar berøring med Wienerklassikerne. Centret for den musikalske romantik befandt fortrinsvis i Nord- og Mellemtyskland (Berlin, Dresden, Leipzig). En romantik i sin egen rettighed udfoldede sig i Chopins klavermusik (Études op. 10 1829–32; Études op. 25, 1832–36, Préludes op. 28, 1836–39; mazurkaer, nocturner, ballader, koncerter e-mol op. 11 (1830) og f-mol op. 21, 1829). Også i det virtuose er hans musik næsten altid gennemtrængt af melankoli og fatalisme. Endnu mere end hos Schumann er det i Chopins værker – som blev begejstret modtaget af Schumann – muligt at spore den subjektive holdning eller udtryk (ty. Gestus) og afspejlingen (ty. Reflex) af et lidende-følsomt jeg som går til i romantisk længsel.
Hector Berlioz' instrumentalmusik repræsenterer en specifik fransk romantik. Nøgleværker som Symphonie Fantastique (1830), Harold en Italie (1834), Symphonie dramatique Roméo et Juliette (1839) og andre havde til mål at sammenblande musikformerne (ty. zielten auf Kontamination der Gattungen) ved at optage digterisk afledt eller nyfortolket tematik fra verdenslitteraturen (William Shakespeare, Vergil, Goethe, Lord Byron).
De åbnede områder af højspændt, uopnåelig længsel, rus, strejftog i drømmeverdener og visionær fantastik i takt med at subjektet for det nye (romantiske) billede af kunstnergeniet trådte frem. Den hybride genre af programmusik og symfonisk digtning – den sidstnævnte især præget og promoveret af Franz Liszt, senere af Richard Strauss – udtrykker ligeledes romantikkens idé.
Også i den italienske og franske opera mellem 1830 og ca. 1850 er det umuligt at overhøre romantiske indslag. Tidligere er Vincenzo Bellinis blødt-elegiske melos, "toneranker"? – som dog ikke kender mindre til den opildnende lidenskab – til stadighed blevet forstået som genuin romantik. Det forekommer også i Gaetano Donizettis operaer, men træder så igen i baggrunden i de tidlige værker af Giuseppe Verdi. Snarere sekundær er ligeledes de romantiske træk i den franske "Store opera" (Giacomo Meyerbeer, Daniel François Esprit Auber). Stod dér den sceniske, dekorative fremførelse i modsætning til den romantiske inderliggørelse, så lod hos Verdi den dramatiske, ubønhørlige nerve i hans musik kun det romantiske dukke op ved randen. Over skæbnedramaet og det historisk-symbolske drama er også det 19. århundredes opera i det store og hele knyttet til den europæiske romantik, der havde bevirket et åndeligt omsving – i Frankrig med François-René de Chateaubriand (Génie du Christianisme, 1802), Alphonse de Lamartine, Victor Hugo, Alfred de Musset og Charles Baudelaire, i Italien med Alessandro Manzoni og Giacomo Leopardi såvel som i England med Samuel Taylor Coleridge, Byron, Percy Bysshe Shelley og John Keats.

### Tidlig romantik (ca. 1790 til 1820)
Overgangen fra Wienerklasikken til romantikken kan spores i værker af Ludwig van Beethoven (1770–1827). Mange typisk romantiske elementer møder man i hans værker for første gang. Den betydeligste repræsentant for den tidlige romantik er dog Franz Schubert (1797–1828), som er den fremtrædende liedkomponist. På dette område bliver han kompletteret af ballader af Carl Loewe (1796–1869). Vigtig for udviklingen af den tyske opera er Carl Maria von Weber (1786–1826), især med den populære Jægerbruden, "Der Freischütz". Dertil kommer fantastisk-magisk eller spøgelsesagtigt materiale af Heinrich Marschner (1795–1861) og sluttelig den mere muntre Spieloper af Albert Lortzing (1801–1851), mens Louis Spohr (1784–1859) hovedsagelig blev kendt gennem sin instrumentalmusik.
Værkerne af Johann Nepomuk Hummel (1778–1837), Ferdinand Ries (1784–1838) såvel som af franskmanden George Onslow (1784–1853) er for størstedelen endnu fastholdt i klassikken.
Italien oplevede i førromantikken blomstringstiden for belcanto-operaen, forbundet med navne som Gioacchino Rossini (1792–1868), Gaetano Donizetti (1797–1848) og Vincenzo Bellini (1801–1835). Mens af Rossini i første række i dag den komiske opera er kendt, ofte kun gennem deres medrivende ouverturer, er der overvejende tragisk indhold hos Donizetti og Bellini. Den betydeligste italienske instrumentalkomponist fra denne tid var den legendariske Djævelens violinist (en. "The Devil's Violinist", ty. "Teufelsgeiger") Niccolò Paganini (1782–1840).
I Frankrig udvikledes på den ene side den lette opéra comique, hvis repræsentanter er François-Adrien Boïeldieu (1775–1834), Daniel François Esprit Auber (1782–1871) og Adolphe Adam (1803–1856), den sidste også kendt for sine balletter. Man kan ligeledes nævne den berømte excentriske komponist og harpenist Nicolas Bochsa (1789–1856) (syv operaer). Dertil kom den "Store opera" med pompøse scenebilleder, balletter og store kor. Deres første repræsentant var Gaspare Spontini (1774–1851), og den betydeligste var Giacomo Meyerbeer (1791–1864).
Også i andre europæiske lande skete der nu et opsving i musikudviklingen. Ireren John Field (1782–1837) komponerede de første nocturner for klaver, i Danmark virkede Friedrich Kuhlau (1786–1832), og svenskeren Franz Berwald (1796–1868) skrev fire meget egenartede symfonier.

### Højromantik (ca. 1820 til 1850)

#### Første fase
Højromantikken lader sig inddele i to faser. I første fase når den egentlige romantiske musik sit højdepunkt. Polakken Frédéric Chopin (1810–1849) frembød i sine karakterstykker og danse for klaver hidtil ukendte følelsesdybder. Robert Schumann (1810–1856), ved sit livs slutning åndeligt formørket, fremstillede netop såvel i sin person som i sin musik prototypen på den lidenskabelige, af tragik overskyggede romantiske kunstner. Hans egensindige klaverstykker, kammermusikværker og symfonier skulle efterfølgende øve indflydelse på kommende generationer. Franz Liszt (1811–1886), der stammede fra et tysk mindretal i Ungarn, var på den ene side en omsværmet klavervirtuos, lagde på den anden side med sine harmonisk dristige symfoniske digte også grundstenen for den fremgangsrige "nytyske skole". Ligeledes forpligtet på programmusikken med teknikken idée fixe – en fast(holdt) idé, jf. ledemotiv – var franskmanden Hector Berlioz (1803–1869) som også mærkbart udvidede orkesteret. Felix Mendelssohn Bartholdy (1809–1847) orienterede sig igen mere mod det klassiske formsprog og blev et forbillede for især skandinaviske komponister som danskeren Niels Wilhelm Gade (1817–1890).
I operaen dominerede i Tyskland endnu Spieloperaen af Otto Nicolai (1810–1849, De lystige koner i Windsor) og Friedrich von Flotow (1812–1883), da Richard Wagner (1813–1883) skrev sine første romantiske operaer. Også de tidligste værker af Giuseppe Verdi (1813–1901) orienterede sig endnu til belcanto-idealet fra den ældre generation. I Frankrig blev den lyriske opera udviklet af Ambroise Thomas (1811–1896) og Charles Gounod (1818–1893) . Den russiske musik fandt sit eget sprog i operaer af Mikhail Glinka (1804–1857) og Aleksandr Dargomyzjskij (1813–1869).

#### Anden fase
Højromantikkens anden fase – også benævnt nyromantik – løber parallelt med realismens stilretning inden for litteraturen og billedkunsten. I sin anden produktionshalvdel udviklede Wagner nu sin ledemotivteknik, med hvilken han sammenholdt den uden arier gennemkomponerede firdelte Nibelungens Ring; orkestret bliver symfonisk behandlet, kromatikken når i Tristan og Isolde sit yderste punkt. En hel elevskare er under indflydelse af Wagners progressive ideer, blandt andre Peter Cornelius (1824–1874). Mod dette opstod der en opposition af talrige konservative komponister, for hvem Johannes Brahms (1833–1897) som i symfonik, kammermusik og lied stræbte efter en logisk fortsættelse af klassikken, blev til målestokgivende forbillede (målestok og forbillede?) på grund af følelsens dybde (ty. der Tiefe der Empfindung) og en mesterlig kompositionsteknik.
Til denne gruppe regnes blandt andre Robert Volkmann (1815–1883), Friedrich Kiel (1821–1885), Carl Reinecke (1824–1910), Max Bruch (1838–1920), Joseph Rheinberger (1839–1901) og Hermann Goetz (1840–1876).
Ved siden af disse trådte enkelte betydelige enegængere frem, herunder blandt andre Anton Bruckner (1824–1896). Skønt han var Wagner-tilhænger, adskiller hans formklare stil sig væsentligt fra disse andre komponisters. Således kommer for eksempel den blokagtige instrumentation (ty. blockhafte Instrumentation) i Bruckners ni symfonier fra orgelets registre. I den ideologiske kamp mod Wagners modsigere blev han fremstillet som modpart til Brahms. Også Felix Draeseke (1835–1913), der oprindelig – gående ud fra Liszt – skrev "fremtidsmusik i klassisk form", står kompositorisk mellem de to grupper.
Også Verdi nåede, selv om det var på en anden måde end Wagner, vejen til det gennemkomponerede musikdrama. Hans store udstråling lod i Italien alle andre komponister blegne, således også Amilcare Ponchielli (1834–1886) og Arrigo Boito (1842–1918), der også var librettisten på hans senere operaer Otello og Falstaff..
I Frankrig triumferede især den lette muse i form af de samfundskritiske operetter af Jacques Offenbach (1819–1880). Den lyriske opera fandt sit højdepunkt i værkerne af Jules Massenet (1842–1912), mens realismen for første gang optrådte i Carmen af Georges Bizet (1838–1875). En stilistisk bro til den tyske musik var Louis Théodore Gouvy (1819–1898). Operaer, symfonier og kammermusikværker af den yderst mangesidige Camille Saint-Saëns (1835–1921) var som balletterne af Léo Delibes (1836–1891) snarere traditionsorienterede. Nye orkesterfarver indfandt sig i kompositioner af Édouard Lalo (1823–1892) og Emmanuel Chabrier (1841–1894). Med den belgiskfødte César Franck (1822–1890) indledtes en genoplivning af orgelmusikken, som Charles-Marie Widor (1844–1937), og senere Louis Vierne (1870–1937) og Charles Tournemire (1870–1939) fortsatte.
I næsten alle europæiske lande opstod der en specifik nationalromantik. Den af Mikhail Glinka påbegyndte nationalrussiske strømning blev i Rusland videreført af gruppen "De Fem", således Mili Balakirew (1837–1910), Aleksandr Porfirjevitj Borodin (1833–1887), Modest Mussorgskij (1839–1881) og Nikolaj Rimskij-Korsakov (1844–1908). Vestligt orienteret var Anton Rubinstein (1829–1894) og Pjotr Tjajkovskij (1840–1893), hvis balletter og symfonier opnåede stor popularitet.
Den tjekkiske nationalmusik grundlagde Bedrich Smetana (1824–1884) med sine operaer og den mod Liszt orienterede symfoniske digtning. Symfonier, koncerter og kammermusik af Antonín Dvorák (1841–1904) har derimod Brahms som forbillede. I Polen var Stanislaw Moniuszko (1819–1872) den førende operakomponist, i Ungarn Ferenc Erkel (1810–1893). Norge frembragte med Edvard Grieg (1843–1907) sin mest kendte komponist, skaber af lyriske klaverstykker, lieder og orkesterværker som Peer-Gynt-Suite. Englands stemme klang med den mod Brahms orienterede Hubert Parry (1848–1918) der især lavede korkompositioner og symfonier – og med skurrile, groft spøgende, operetter af Arthur Sullivan (1842–1900).
En kategori for sig udgør wienermusikken, der med komponister som Johann Strauss den ældre (1804-1849), Johann Strauss den yngre (1825-1899) og Franz Lehár (1870-1948) spændte over en periode, der rakte et stykke ind i 1900-tallet. Dens kendetegn var livlighed, iørefaldende melodier og kropsligt appellerende musik.

### Senromantik (ca. 1850–1890)
I senromantikken, som også ofte benævnes efterromantikken, bliver musikkens traditionelle former og elementer yderligere opløst. En endnu mere farverig orkesterpalette, et stadig større opbud af musikalske midler, tonalitetens udstrækning til grænserne, opstemte overstrømmende følelser og et tiltagende individuelt tonesprog hos de enkelte komponister er typiske kendetegn; musikken bliver ført hen til det modernes dørtrin.
Således nåede Gustav Mahlers (1860–1911) symfonier et ikke før kendt omfang, opgav delvis den traditionelle firsatsighed og indeholdt ofte vokaldele. Dog findes der bag den monumentale facade en moderne ekspressivitet fra fin de siècle, "århundredeslutning". Denne psykologiske udtrykskraft indeholdt i det små også lieder af Hugo Wolf (1860–1903), minituredramaer for vokal og klaver. Stærkere forpligtet på traditionen, især orienteret mod Bruckner, er symfonierne af Franz Schmidt (1874–1939) og Richard Wetz (1875–1935), mens Max Reger (1873–1916) i sine talrige instrumentalværker ganske vist greb tilbage til Bachs polyfoni, men dog harmonisk videreudviklede den yderst dristigt. Blandt de talrige Reger-efterfølgere rager Julius Weismann (1879–1950) og Joseph Haas (1879–1960) op. Desuden hører den egensindige Hans Pfitzner (1869–1949) til de fremstående senromantiske toneskabere. Skønt traditionalist og afgjort modstander af moderne strømninger, står ikke få af hans værker nær tidens musikalske fremskridt. Følgende efter ham må man især nævne operakomponisten Walter Braunfels (1882–1953) og symfonikeren Wilhelm Furtwängler (1886–1954).
Dog egnede operascenen sig naturligvis særlig godt for overstrømmende følelser, mens der endnu var noget djærvt over folke- og eventyroperaerne af Engelbert Humperdinck (1854–1921), Wilhelm Kienzl (1857–1941) og Siegfried Wagner (1869–1930), Richards søn. Dog ophidsede allerede Eugen d'Albert (1864–1932) og Max von Schillings (1868–1933) nerverne med en tysk variant af verismen. Erotisk symbolisme kan findes i sceneværkerne af Alexander Zemlinsky (1871–1942) og Franz Schreker (1878–1934). Endnu tættere på tonalitetens grænse gik Richard Strauss (1864–1949) med Salome og Elektra, før han med Rosenkavaleren igen betrådte mere traditionelle veje. Klædt i stilen fra Strauss' værker viser sig kompositionerne af Emil Nikolaus von Rezniceks (1860–1945) og Paul Graeners (1872–1944).
I Italien dominerede også på denne tid endnu operaen. Her udviklede verismen sig, en overdreven realisme der let på operascenen kunne slå om i det plakatagtige og melodramatiske. Således er Ruggiero Leoncavallo (1857–1919), Pietro Mascagni (1863–1945) og Umberto Giordano (1867–1948) trods deres omfangsrige produktion kun kendt for hver en opera. Kun Giacomo Puccinis (1858–1924) værker har holdt sig komplet i operahusenes repertoirer, skønt han også ofte er blevet beskyldt for sentimentalitet. Trods enkelte veristiske værker gjaldt Ermanno Wolf-Ferrari (1876–1948) hovedsagelig som genopliver af Opera buffa. Ferruccio Busoni (1866–1924), af og til i Tyskland en levende forfægter for moderne klassicitet, efterlod sig snarere konventionelle, mindre spillede værker. Således fandt instrumentalmusikken egentlig først igen sin plads i den italienske musik med den af impressionismen influerede Ottorino Respighi (1879–1936).
Begrebet impressionisme stammer fra maleriet, og som dér udviklede det sig også i musikken i Frankrig. I værkerne af Claude Debussy (1862–1918) opløste strukturerne sig i nuancer ud af rytme, dynamik og klangfarve. Forberedt blev denne udvikling i værker af Vincent d'Indy (1851–1931) og især i lieder og kammermusik af Gabriel Fauré (1845–1924). Alle efterfølgende franske komponister var mere eller mindre under indflydelse af impressionismen. Den betydeligste af dem var Maurice Ravel (1875–1937), en strålende orkestervirtuos. Albert Roussel (1869–1937) forarbejdede først eksotiske temaer, før han som Ravel foregreb neoklassicistiske tendenser. Også Gabriel Pierné (1863–1937), Paul Dukas (1865–1935), Charles Koechlin (1867–1950) og Florent Schmitt (1870–1958) behandlede symbolistisk og eksotisk-orientalsk materiale. En særlig enegænger var Erik Satie (1866–1925), skaber af meditative klaverstykker og idol for den efterfølgende generation.
Hubert Parry såvel som ireren Charles Villiers Stanford (1852–1924) indledte i England senromantikken som havde sin første betydelige repræsentant i Edward Elgar (1857–1934). Mens han genoplivede oratoriet og skrev symfonier og koncerter, viede Frederick Delius (1862–1934) især sin indsats til små orkesterstykker med en egenartet variant af impressionismen. Ethel Smyth (1858–1944) skrev især opera og kammermusik i en Brahms-agtig stil. Til de betydeligste symfonikere i landet hørte Ralph Vaughan Williams (1872–1958), hvis værker var inspireret af engelske folkesange og renæssancemusik. Gustav Holst (1874–1934) lod i sine værker indgå græsk mytologi og indisk visdomslære. Særlig egensindige komponistpersonligheder ved overgangen til det moderne var også Havergal Brian (1876–1972) og Frank Bridge (1879–1941).
I Rusland smykkede Aleksandr Glazunov (1865–1936) sin traditionelle kompositionsteknik med en farveprægtig orkesterpalette. Mystikeren Aleksandr Skrjabin (1872–1915) drømte om en syntese af farve, klang og lugte. Sergej Rachmaninov (1873–1943) skrev melankolsk-patetiske klaverstykker og -koncerter fuld af berusende virtuositet, mens klaverværker af Nikolai Medtner (1880–1951) er lyriske.
Med dybe rødder i musikken fra hans mähriske hjemegn fandt Leoš Janácek (1854–1928) i Tjekkiet nye udtryksmåder med udviklingen af sprogmelodi i sin operaer. Også i musikken af Zdenek Fibich (1850–1900), Josef Bohuslav Foerster (1859–1951), Vítezslav Novák (1870–1949) og Josef Suk (1874–1935) er hjemlige klange ikke til at overhøre. Derimod findes i værker af polakken Karol Szymanowski (1882–1937) også en let morbid eksoterik og senere klassicistiske elementer.
Den betydeligste danske komponist er Carl Nielsen (1865–1931), kendt for symfonier og koncerter. Finnen Jean Sibelius (1865–1957) står i sit hjemland i en endnu mere dominerende stilling; han var ligeledes en symfoniker af tungsindig ekspressivitet og klare linjer (i musikken?) I Sverige viser værkerne af Wilhelm Peterson-Berger (1867–1942), Wilhelm Stenhammar (1871–1927) og Hugo Alfvén (1872–1960) en typisk nordisk konservatisme, og også nordmanden Christian Sinding (1856–1941) komponerede traditionelt.
Også Spaniens stemme lød nu omsider igen; først i klaverværker af Isaac Albéniz (1860–1909) og Enrique Granados (1867–1916), så i operaer, balletter og orkesterværker af den af impressionismen inspirerede Manuel de Falla (1876–1946). Endelig må nævnes de første vigtige repræsentanter fra USA Edward MacDowell (1861–1908) og Amy Beach (1867–1944). Værker af Charles Ives (1874–1954) hørte endnu delvis til senromantikken – dog var allerede meget deraf radikalt moderne og pegede ind i det 20. århundrede.

## Romantisk musik som verdenserfaring
Trods forskelligartede retninger og fremtrædelsesformer var de romantiske impulser indtil midten af det 19. århundrede således forbundet med hinanden at der med behørig forsigtighed kan tales om en romantisk epoke, i hvilken der dog også forekom modbevægelser. Skønt der – indtil begyndelsen af det 20. århundrede og også længere frem – stadig og i mange værker kom romantiske indholdselementer (ty. Gehalten) og indstillinger til udtryk (fra Wagners "Tristan og Isolde", 1857-59, over Johannes Brahms, Anton Bruckner og Gustav Mahler til Arnold Schönberg, fx Verklärte Nacht, 1899, og udtrykkeligt især i værker af Hans Pfitzner), er nettet for løst bundet til at der i tilstrækkelig grad kan tales om senromantik eller nyromantik. Den romantiske verdens- og værenserfaring løste sig fra sin binding til en epoke.
At romantisk musik i sidste ende modstår en fiksering til en tidslig begrænset og geografisk lokaliseret epoke, går vel tilbage til dens inderste bevæggrunde: ophævelse af real tidslighed (fx i musikken fra Wienerklassikkerne), nedbrydning af grænserne mellem kunstarterne, besværgelse af fortiden som fjernt idealbillede (ty. verklärte Ferne, 'det fjerne set i forklarelsens lys' ?), tendens til tonens afmaterialisering, og følgende deraf sublimering, spiritualisering, undsigelse af oplysning (natsymbolik), det irrationelles indbrud.
Yderligere kan følgende kriterier nævnes: emfase og opbrydning, tendens til "åben" form, subjektivering af enhver erfaring, således at hvert kunstnerisk udsagn fremstiller sig som refleks af subjektets oplevelser. Deraf følger subjektets desintegration og selvopløsning ("Sehnsucht nach dem Tode", ' Drift mod døden', Thomas Mann). Med ligestillelsen (ty. Ineinssetzung) af jeg'et og verden ("Selbst dann bin ich die Welt!", 'Selv da er jeg verden', Tristan, 2. Akt) og udfrielse ved selvopløsning (ty. Erlösung durch Selbstauflösung) anslog Wagner romantikkens grundtema i Tristan, men gav det dog nye dimensioner. Ud af den romantiske fremstilling af "kunstneriske paradiser" (Baudelaire) gav sig ideen om "l'art pour l'art", kunst for kunstens skyld, hvis overvindelse er en af hovedtendenserne i nutidens (ty. Gegenwart) kunstneriske aktioner. Modkræfterne mod det romantiske som overalt var til stede i sidste halvdel af det 19. århundrede (Brahms, Bruckner, Mahler) og som kan følges i de konstruktivistiske retninger i kunsten i det 20. århundrede, står tydeligt i tegnet af en genindvinding af objektivitet, realitet og afviklingen eller afmægtiggørelsen af vilkårligheden ved det subjektive (ty. Entmachtung des willkürlich Subjektiven.)